# 자치 교회
자치 교회(自治敎會, 그리스어: Αυτονομία)는 독립 교회들 중 한 곳으로부터 인가받은 수석 주교가 사목하는 교회이다. 수석 주교 임명을 제외한 다른 모든 분야는 완전한 자치권을 갖는다. 현재 동방 정교회에는 5개의 자치 교회가 있다.
1. 예루살렘 그리스 정교회 소속의 시나이 정교회
2. 콘스탄티노폴리스 총대주교청 소속의 핀란드 정교회
3. 콘스탄티노폴리스 총대주교청 소속의 에스토니아 사도 정교회
4. 러시아 정교회 소속의 일본 정교회
5. 러시아 정교회 소속의 중국 정교회

다만, 이들 중에서 일본 정교회와 중국 정교회의 자치 교회 지위는 정교회 세계에서 보편적으로 인정받고 있지는 않다. 이런 경우, 자치 교회로 승인하지 않은 교회로부터는 어머니 교회에 속한 교구들 중의 하나로 간주되거나 더 나아가서 어머니 교회와 단절되어 교회법상 합법성마저 의심받는 경우까지 있다.
또한 1965년 크레타 정교회는 콘스탄티노폴리스 총대주교청으로부터 준자치 교회 지위를 부여받았다.

## 같이 보기
- 동방 정교회
- 독립 교회